# Бурмистров, Борис Васильевич
Бори́с Васи́льевич Бурми́стров (род. 8 августа 1946, Кемерово, Кемеровская область) — советский и российский поэт, публицист. Член Союза писателей России, секретарь правления данной организации, председатель Союза писателей Кузбасса (с 1982 года). Лауреат литературной премии им. В. Д. Федорова (1995), лауреат Всероссийской православной литературной премии им. Александра Невского (2005), лауреат Большой литературной премии России за сборник стихотворений «Сквозь сумерки времен» (2011).

## Биография
Родился 8 августа 1946 году в городе Кемерово, Кемеровской области, на улице Каменной, в рабочей семье. Завершив обучение в школе, Бурмистров в 1964 году окончил Кемеровский химико-технологический техникум.
Трудовую деятельность начал по специальности работая в населённых пунктах Кузбасса, позже трудился на территории Крайнего Севера. Начинал работать бульдозеристом, затем был механиком, главным механиком, позже назначался на ответственные должности заместителя начальника стройуправления и заместителя директора завода.
Поэтические сочинения начал писать еще в школьные годы. В 1971 году в одной из газет Крайнего Севера состоялась первая публикация стихов. С 1984 года полностью отдал себя поэзии и литературе. Его первая книга «Не разлюби!» вышла в Кемерове в 1989 году. Позже были изданы ещё несколько поэтических сборников. Его публикации постоянно размещались на страницах областных и центральных изданий.
Являлся членом КПСС. В 1991 году вошёл в состав членов Союза писателей России. Некоторое время являлся советником Губернатора Кемеровской области по вопросам культуры. С 1993 года и по настоящее время — работает в должности председателя правления Союза Писателей Кузбасса, является секретарём правления Союза Писателей России, а также директором Дома литераторов Кузбасса. Избирался членом Общественной палаты Кемеровской области.
Произведения Бурмистрова публиковались в российских антологиях, в коллективных сборниках, в журналах «День и ночь», «Наш современник», «Огни Кузбасса», «Сибирские огни». Его поэзия была переведена на узбекский язык. На студии звукозаписи был записан компакт-диск с вокальными композициями Бориса Бурмистрова.
Проживает в городе Кемерове.

## Общественная позиция
В 2022 году подписал письмо в поддержку российского военного вторжения на Украину.

## Критика
В книге Бориса Бурмистрова «Мой род — небесный и земной» (2018) размещена вступительная статья Валентина Сорокина поэта лауреата Государственной премии РСФСР «Совесть сибирика»:

«В стихах Бориса Бурмистрова — сама жизнь, вдохновённая и радостная, мудрая и спокойная… Поэзия Бориса Бурмистрова — вся твоя. Игривое детство — в ней… Юность романтичная — в ней. Рабочая взрослость и полезная дисциплина совести — в ней. Поэзия Бориса Бурмистрова — песня родному краю. Привет и рукопожатие другу, преклонение и молитва перед любимой…»
— Валентин Сорокин
В статье «Но мы любовью жили…» из сборника стихов «Сквозь сумерки времен» (2011) Станислав Куняев сказал о Борисе Бурмистрове следующее:

«…любовь, как воздух, разлитая по страницам лирической книги Бориса Бурмистрова, связывает, скрепляет все частицы постоянно разрушаемого временем нашего внутреннего и внешнего мира. Любовь к жизни, любовь к родине, любовь к женщине, любовь к истине, любовь к поэзии… У Бориса Бурмистрова — это связь поэта с прошлым, настоящим и будущим родной земли, это его родова с корнями, ветвями и листьями, это бесконечная любовь ко всему сущему»
— Станислав Куняев

## Награды и премии
- Заслуженный работник культуры Российской Федерации
- Почетный работник культуры Кузбасса
- Кавалер Ордена Почета Кузбасса
- Кавалер Ордена Российской Академии наук «За пользу Отечеству» им. В. Н. Татищева
- Юбилейная медаль к 200-летию А. С. Пушкина
- Медаль «За особый вклад в развитие Кузбасса»
- лауреат литературно-поэтической премии «Дрофа» («За многолетнее прославление Кузбасса в области поэзии»)
- 1995 — лауреат литературной премии им. В. Д. Федорова
- 2005 — лауреат Всероссийской православной литературной премии им. Александра Невского
- 2011 — лауреат Большой литературной премии России, за книгу стихов «Сквозь сумерки времен»
- 2018 — лауреат ежегодной литературной премии СГК (Сибирская генерирующая компания) «Новое кузбасское слово» в номинации «Поэзии», за сборник стихотворений «Мой род — небесный и земной»